# Екире
Екире (фр. Escurès) насеље је и општина у југозападној Француској у региону Аквитанија, у департману Атлантски Пиринеји која припада префектури По.
По подацима из 2011. године у општини је живело 154 становника, а густина насељености је износила 36,84 становника/km². Општина се простире на површини од 4,18 km². Налази се на средњој надморској висини од 307 метара (максималној 312 m, а минималној 171 m).

## Демографија
| 1962. | 1968. | 1975. | 1982. | 1990. | 1999. | 2011. |
| ----- | ----- | ----- | ----- | ----- | ----- | ----- |
| 112   | 83    | 83    | 101   | 142   | 138   | 154   |

График промене броја становника у току последњих година